# Liste des évêques de Prato
Cette liste recense les prévôts puis évêques du diocèse de Prato. La prélature territoriale de Prato est érigée le 5 septembre 1463 par la bulle Etsi cunctae du pape Pie II et placée sous exemption. Le 22 septembre 1653, le pape Innocent X érige le diocèse de Prado par la bulle Redemptoris nostra, l'unit aeque principaliter avec le diocèse de Pistoia et le rend suffragant de l'archidiocèse de Florence. L'union aeque principaliter se termine le 25 janvier 1954 par la bulle Clerus populusque du pape Pie XII.

## Prévôt de Prato
- Carlo di Cosimo de' Medici (1463-1492)
- Giovanni di Lorenzo de' Medici (1492-1501) élu pape sous le nom de Léon X
- Oddo Altoviti (1501-1507)
- Niccolò Ridolfi (1507-1550)
- Pier Francesco Riccio (1550-1564)
- Ludovico Beccatelli (1564-1572)
- Onofrio Camaiani (1572-1574)
- Ferdinando I de' Medici (1574-1587)
- Alessandro de' Medici (1588-1605) élu pape sous le nom de Léon XI
- Filippo Salviati (1605-1619) nommé évêque de Sansepolcro
- Carlo de' Medici (1619-1653)

## Évêques de Pistoia et Prato
- Giovanni Gerini (1653-1656)
- Francesco Rinuccini (1656-1678)
- Gherardo Gherardi (1679-1690)
- Leone Strozzi, O.S.B.Vall (1690-1700) nommé archevêque de Florence
- Francesco Frosini (1701-1702) nommé archevêque de Pise
- Carlo Visdomini Cortigiani (1703-1713)
- Colombino Bassi, O.S.B.Vall (1715-1732)
- Federico Alamanni (1732-1775)
- Giuseppe Ippoliti (1776-1780)
- Scipione de' Ricci (1780-1791)
- Francesco Falchi Picchinesi (1791-1803)
- Francesco Toli (1803-1833)
- Angelo Maria Gilardoni (1834-1835)
  - Siège vacant (1835-1837)
- Giovanni Battista Rossi (1837-1849)
- Leone Niccolai, O.Cart (1849-1857)
  - Siège vacant (1857-1867)
- Enrico Bindi (1867-1871) nommé archevêque de Sienne
- Niccolò Sozzifanti (1871-1883)
- Donato Velluti Zati di San Clemente (1883-1885)
- Marcello Mazzanti (1885-1908)
- Andrea Sarti (1909-1915)
- Gabriele Vettori (1915-1932) nommé archevêque de Pise
- Giuseppe Debernardi (1933-1953)

## Évêques de Prato
- Pietro Fiordelli (1954-1991)
- Gastone Simoni (1991-2012)
- Franco Agostinelli (2012-2019)
- Giovanni Nerbini (2019-  )